# Llata
Llata es una ciudad peruana, capital del distrito homónimo y de la provincia de Huamalíes en el departamento de Huánuco. Es conocida popularmente como la Capital folclórica de Huánuco.

## Etimología
La palabra Llata deriva del término quechua llacta, que traducido al español significa pueblo, centro poblado, relacionado con la existencia primitiva de un núcleo urbano denominado Paugarhuilca.

## Geografía

### Ubicación
Está ubicada en las coordenadas 9°32′59.54″S 76°48′59.74″O / -9.5498722, -76.8165944 a 3439 m s. n. m., en una meseta uniforme emplazada en la parte alta del margen izquierdo del río Marañón.

## Clima
| Parámetros climáticos promedio de Llata | Parámetros climáticos promedio de Llata | Parámetros climáticos promedio de Llata | Parámetros climáticos promedio de Llata | Parámetros climáticos promedio de Llata | Parámetros climáticos promedio de Llata | Parámetros climáticos promedio de Llata | Parámetros climáticos promedio de Llata | Parámetros climáticos promedio de Llata | Parámetros climáticos promedio de Llata | Parámetros climáticos promedio de Llata | Parámetros climáticos promedio de Llata | Parámetros climáticos promedio de Llata | Parámetros climáticos promedio de Llata |
| Mes                                     | Ene.                                    | Feb.                                    | Mar.                                    | Abr.                                    | May.                                    | Jun.                                    | Jul.                                    | Ago.                                    | Sep.                                    | Oct.                                    | Nov.                                    | Dic.                                    | Anual                                   |
| --------------------------------------- | --------------------------------------- | --------------------------------------- | --------------------------------------- | --------------------------------------- | --------------------------------------- | --------------------------------------- | --------------------------------------- | --------------------------------------- | --------------------------------------- | --------------------------------------- | --------------------------------------- | --------------------------------------- | --------------------------------------- |
| Temp. máx. media (°C)                   | 27.5                                    | 28                                      | 28                                      | 26.5                                    | 23                                      | 19.5                                    | 19                                      | 19                                      | 19.5                                    | 21.5                                    | 23                                      | 25.5                                    | 23.3                                    |
| Temp. mín. media (°C)                   | 18.5                                    | 19                                      | 18.5                                    | 17                                      | 15.5                                    | 14                                      | 13.5                                    | 13                                      | 13.5                                    | 14                                      | 16                                      | 16.5                                    | 15.8                                    |
| Precipitación total (mm)                | 0                                       | 1                                       | 0                                       | 0                                       | 0                                       | 1                                       | 0                                       | 0                                       | 75                                      | 197                                     | 348                                     | 0                                       | 622                                     |
| Fuente: Accuweather                     |                                         |                                         |                                         |                                         |                                         |                                         |                                         |                                         |                                         |                                         |                                         |                                         |                                         |

## Datos
Fue fundada en la época de la independencia. Tiene una densidad de población de 35,6 hab/km² y una superficie de 411.35 km².

## Población
Según el censo de 2007, contaba con una población total de 14.873 personas, de las que 7.173 eran hombres y 7.700 mujeres. Sólo 5.418 se encontraban en zona urbana, mientras que 9.455 pertenecían al área rural.